# Револуционарни оперативни систем
Револуционарни оперативни систем (енгл. Revolution OS) документарни је филм из 2001, који прати историју ГНУ-а, Линукса, слободног софтвера и покрета отвореног кода. Садржи неколико интервјуа са истакнутим људима, међу којима су: Ричард Столман, Мајкл Тиман, Линус Торвалдс, Лари Огустин, Ерик Рејмонд, Брус Перенс, Френк Хекер и Брајан Белендорф. Режирао га је Џ. Т. С. Мур.
Филм приказује еволуцију Линукса, почињући од покретања развоја софтвера, од времена када је софтвер био слободно размењиван путем папирних трака, само за цену прављења копије, до тренутка када је Бил Гејтс написао Отворено писмо хобистима у коме је препоручио хобистима да не деле, него да купују софтвер, и долази до Ричарда Сталмана који објашњава зашто је напустио лабораторију МИТ за вештачку интелигенцију и посветио се развоју слободног софтвера и како је започео ГНУ пројекат.
Мајкл Тиман (који је интервјуисан у пустињи) прича како је упознао Столмана и од њега добио рану верзију Столмановог компајлера за , на коме је почео да ради.
Лари Огустин прича о факултету у коме се све десило, како је добио ГНУ софтвер и обичан лични рачунар чијом је комбинацијом добио веома моћну јуникс радну станицу која је коштала трећину цене радне станице Сан мајкросистемса, а била је бар три пута јача. Наставио је да финансира ВА Линукс до њиховог распродавања.
Брајан Белендорф, један од првобитних чланова развојног тима за развој веб-сервера Апачи, објашњава како је почео да размењује закрпе за веб-сервер „NCSA” са осталима и како је ово довело до издања „скрпљеног” веб-сервера, Апачија.
Френк Хекер из фирме Нетскејп прича како је дошло до тога да Нетскејпови шефови дозволе објављивање изворног кода Нетскејповог веб-прегледача, један од сигнала који је учинио да отворени код уоче и пословни људи и главне медијске куће.
Филм такође садржи и снимке огромне гужве на првој великој изложби Линукс свет, са појављивањем Линуса Торвалдса и Ларија Огустина на главној бини.
Како је филм сниман у Силицијумској долини, гледаоци могу стећи утисак да је Линукс развијан само тамо, интервјуи са других места не постоје, али чак и без њих филм је документовао најважније догађаје у еволуцији Линукса.
Филм је приказан на бројним филмским фестивалима укључујући „Југ/југозапад”, Филмски и видео фестивал у Атланти, Бостонски филмски фестивал и Међународни филмски фестивал у Денверу; добио је награду за најбољи документарни филм на филмском и видео фестивалу Савана и филмском фестивалу Куџу.
Друго, специјално издање на два видео-диска, које је направио ThinkGeek, садржи целе, неуређиване верзије интервјуа.
Петиција, упућена продуцентској кући „Вондервју”, који држе ауторска права на овај филм, која их тера да нескраћиване верзије интервјуа донирају сајту Archive.org је у току.